# Gesamtleistungsbewertung
Die Gesamtleistungsbewertung beziehungsweise das Gesamtleistungsmodell ist ein Begriff der Gesetzlichen Rentenversicherung Deutschlands und nimmt Einfluss auf die Höhe von Rentenzahlungen. Zweck der Gesamtleistungsbewertung ist, Rentenansprüche nicht allein auf vollwertige Beitragszeiten zu beschränken, sondern daneben beitragsfreie und beitragsgeminderte Zeiten sachgerecht zu erfassen. Das Modell wurde 1992 eingeführt und löste das alte Verfahren der Durchschnittsbildung ab, das lediglich die mit Beitragszeiten belegten Zeiten berücksichtigte. Neu an diesem Prinzip ist außerdem, dass es nicht nur auf die Beitragshöhe, sondern auch auf die Beitragsdichte ankommt, da versicherungslose Zeiten jetzt den Durchschnitt mindern.

## Berechnungsmethode
Mit dem Verfahren der Gesamtleistungsbewertung wird die Bewertung beitragsfreier und beitragsgeminderter Zeiten erfasst. Dies sind alle Ersatzzeiten, Anrechnungszeiten, Zurechnungszeiten und Berücksichtigungszeiten. Diese Zeiten werden vorab nach der Grundbewertung analysiert. Mittels einer Vergleichsbewertung wird danach sichergestellt, dass beitragsgeminderte Zeiten mindestens so bewertet werden, als seien sie beitragsfreie Zeiten gewesen.

### Grundbewertung
Die Grundbewertung erfolgt dabei so: Die beitragsfreien Zeiten werden mit dem Durchschnitt der Summe der erworbenen Entgeltpunkte bewertet. Ohne Durchschnittsbildung würden die Entgeltpunkte sich lediglich aus echten Beitragszeiten ergeben, die durch die Anzahl belegungsfähiger Kalendermonate (berechnet vom 17. Lebensjahr bis zum Eintritt des Versicherungsfalles, regelmäßig der Altersrenteneintritt) dividiert würden. Bei der Durchschnittsbildung hingegen ergibt sich der Durchschnitt aus dem Quotienten der Summe aller Entgeltpunkte (aus vollwertigen beziehungsweise beitragsgeminderten Beitragszeiten sowie Berücksichtigungszeiten) im Zähler (insoweit unverändert) und den belegungsfähigen Kalendermonaten des Versicherungsgesamtzeitraums, abzüglich allerdings der beitragsfreien Zeiten. Aus dem belegungsfähigen Versicherungszeitraum werden mithin die beitragsfreien Zeiten herausgerechnet, was zu einer Bewertung von Anrechnungs- und Zurechnungszeiten führt, obwohl tatsächlich eine versicherungsrechtliche Lücke den Versicherungslebenslauf prägt.
Das Ergebnis stellt den individuellen Gesamtleistungswert in Summe. Der individuelle Gesamtleistungswert stellt den Grundwert für die Bewertung beitragsfreier Zeiten. Der Gesamtleistungswert wurde historisch mit unterschiedlichen Quoten zugrunde gelegt. So wurden bis einschließlich 2004 schulische Ausbildungszeiten als Anrechnungszeiten ab dem 17. Lebensjahr maximal für 3 Jahre und lediglich mit 75 % bewertet. Schwangerschaft und Mutterschaft hingegen werden mit 100 % in Ansatz gebracht.

### Vergleichsbewertung
Neben die Grundbewertung wird aus oben genannten Gründen eine Vergleichsbewertung gestellt, sofern beitragsgeminderte Zeiten vorhanden sind. Da aus beitragsgeminderten Zeiten qua Faktizität eine geringere Anzahl an Entgeltpunkten resultieren, bedarf es gegebenenfalls einer weiteren Korrektur. Bei der Vergleichsberechnung werden aus der Anzahl der Kalendermonate des belegungsfähigen Gesamtzeitraums Kalendermonate herausgerechnet: für beitragsgeminderte Zeiten, für Berücksichtigungszeiten, die gleichzeitig auch beitragsfreie Zeiten sind und für Beitragszeiten oder Berücksichtigungszeiten, in denen eine Rente aus eigener Versicherung bezogen worden ist.
Führt diese Vergleichsberechnung zu einem höheren individuellen Gesamtleistungswert, so wird für die beitragsfreien und beitragsgeminderten Zeiten dieser höhere Wert für die Bewertung angesetzt. Dadurch wird letztlich erreicht, dass sich niedrige Entgeltpunkte in den „Nahtmonaten“ nicht nachteilig auf die Bewertung der beitragsfreien Zeiten auswirken.

## Sonstiges
Nicht nur beitragsfreie und beitragsgeminderte Zeiten werden rentenrechtlich bewertet (Gesamtleistungsbewertung), sondern auch bestimmte Pflichtbeitragszeiten, für die keine Beiträge bezahlt werden. Dazu gehört beispielsweise die Kindererziehungszeit.
Bestimmte Anrechnungszeiten, so Schul- oder Hochschulausbildungszeiten, werden gemäß § 74 Satz 4 SGB VI bei der Gesamtleistungsberechnung nicht angerechnet.

## Zwei Berechnungsbeispiele bei beitragsfreien Zeiten

### Gesamtleistungswert ohne versicherungstechnische Lücken
Belegungsfähiger Zeitraum (d. h. der Zeitraum vom 17. Geburtstag bis zum Eintritt des Versicherungsfalls/Rentenbeginn): 40 Jahre

Beitragszeit: 35 Jahre

Entgeltpunkte für Beitragszeit: 35 EP

Beitragsfreie Zeit (z. B. Zurechnungszeit): 5 Jahre

Die Berechnung erfolgt folgendermaßen: 35 EP geteilt durch (40 - 5 Jahre) 35 Jahre = 1 EP/Jahr. Da der Durchschnitt der Beitragszeiten 1 EP pro Jahr beträgt, werden für die beitragsfreien Zeiten ebenfalls 1 EP pro Jahr berechnet → insgesamt 40 EP.

### Gesamtleistungswert mit versicherungstechnischen Lücken
Belegungsfähiger Zeitraum: 40 Jahre

Beitragszeit: 30 Jahre

Entgeltpunkte für Beitragszeit: 30 EP

Lücken: 5 Jahre

Beitragsfreie Zeit (z. B. Zurechnungszeit): 5 Jahre

Hier erfolgt die Berechnung so: 30 EP geteilt durch (40 - 5 Jahre) 35 Jahre = 0,857 EP/Jahr. Da der Durchschnitt der Beitragszeiten nur 0,857 EP pro Jahr beträgt, werden für die beitragsfreien Zeiten ebenfalls 0,857 EP pro Jahr berechnet, d. h. für die beitragsfreie Zeit von 5 Jahren 4,285 EP → insgesamt 34,285 EP.